# Sciara bispinosa
Sciara bispinosa är en tvåvingeart som beskrevs av Franklin William Pettey 1918. Sciara bispinosa ingår i släktet Sciara och familjen sorgmyggor.
Artens utbredningsområde är Filippinerna. Inga underarter finns listade i Catalogue of Life.